# Rue Daniel-Stern
La rue Daniel-Stern est une voie du 15e arrondissement de Paris. 

## Origine du nom

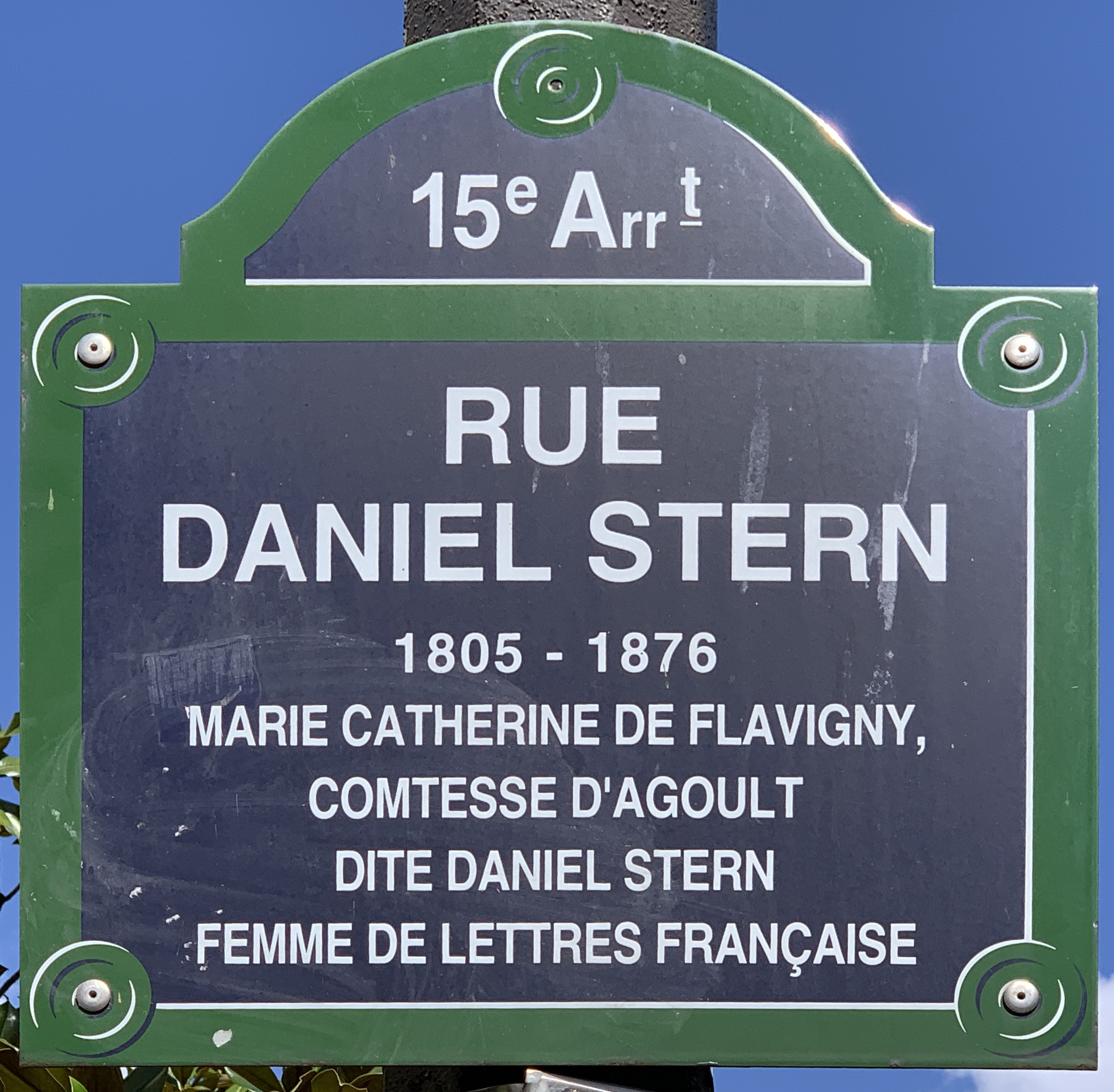
Plaque de la rue.

Daniel Stern est le nom de plume de Marie d'Agoult (1805-1876), femme de lettres française, compagne de Franz Liszt de 1835 à 1839 et mère de Cosima Wagner.

## Historique
La rue a été nommée par arrêté municipal du 24 juin 1907, précisant qu'elle était auparavant une partie de la rue Dupleix.
En 1918, un obus serait tombé sur la caserne Dupleix, tout près de la rue Daniel-Stern. Il aurait été tiré par les Pariser Kanonen.
En 1962, une grenade explose, lancée par un membre de l'OAS à destination des Jeunesses communistes occupant, à l'époque, l'immeuble de la Mission laïque française.
La rue délimite une partie du périmètre de la ZAC Dupleix.